# Empire Earth III
Empire Earth III, ook wel EE3 genoemd, is een real-time strategy computerspel uit de Empire Earth-reeks. Het spel is ontwikkeld door Mad Doc Software en uitgebracht door Sierra Entertainment op 6 november 2007. Het spel werd niet al te best ontvangen door critici.
EE3 bevat slechts vijf tijdperken, Dit zijn er minder dan in de voorgaande spellen, maar ze overbruggen ongeveer dezelfde tijdsperiode. Het spel bevat drie samelevingen: Het Midden-Oosten, het Westen, en het Verre Oosten. Elke samenleving bevat zijn eigen unieke gebouwen, eenheden en technologieën.

## Speelwijze
Net als de voorgangers, is “EE3” een real-time strategy spel. Het introduceert enkele nieuwe eenheden en wapens, alsmede een nieuwe vorm van campaigns. Deze vorm is vergelijkbaar in stijl met andere real-time strategy spellen, zoals de Total War-reeks. Echter, in tegenstelling tot "Total War", doorloopt de speler de gehele geschiedenis in plaats van gedurende de hele campaign in een bepaalde tijdsperiode te blijven. De vijf tijdperken in het spel zijn Ancient, Medieval, Colonial, Modern, en Future.
Er zijn drie beschavingen om uit te kiezen: Westerse, Midden-Oosterse, en Oosterse. Elke beschaving kan door de speler worden aangepast. Verder heeft elke beschaving meerdere subgroepen gebaseerd op historische naties. Zo kent de Verre Oosten-beschaving als subgroepen bijvoorbeeld de Chinezen en de Japanners. Elke beschaving hanteert een andere manier van spelen. Zo heeft de Midden-Oosterse beschaving mobiele gebouwen, en heeft het Verre Oosten veel eenheden die relatief zwak zijn, maar in zeer grote aantallen voorkomen.
Een ander nieuw element in EE3 is de mogelijkheid om nieuwe soorten kernwapens te gebruiken, zoals het nucleaire kanon, die tot het Westen behoort. Dit voertuig is een soort tank die kernraketten aan boord heeft.
In de World Domination-mode kunnen spelers proberen de wereld te veroveren, welke is verdeeld in meerdere gebieden. In deze mode kunnen spelers ook extra opdrachten vervullen.

## Ontwikkeling en uitgave
De ontwikkeling van het spel begon in 2005, kort na de uitgave van Empire Earth II. De engine is gebaseerd op de Gamebryo 2.0 uit Empire Earth II, maar werd grotendeels herschreven om betere speciale effecten en gedetailleerdere modellen mogelijk te maken. In plaats van eenheden er zo realistisch mogelijk uit te laten zien, werd besloten ze een meer cartoonachtig uiterlijk te geven.
Op 27 april 2007 toonde het Amerikaanse televisieprogramma Numb3rs enkele scènes uit het spel. De demo van EE3 werd op 1 november uitgegeven. Het werd ook uitgebracht op Direct2Drive.

## Ontvangst
Het spel werd matig ontvangen door critici. GameSpot gaf het spel 3,5 uit 10 sterren. IGN gaf het spel 5.4 uit 10 punten, en bekritiseerde vooral de animaties. GameSpy had dezelfde klachten.